# Список высших учебных заведений Нижнего Новгорода

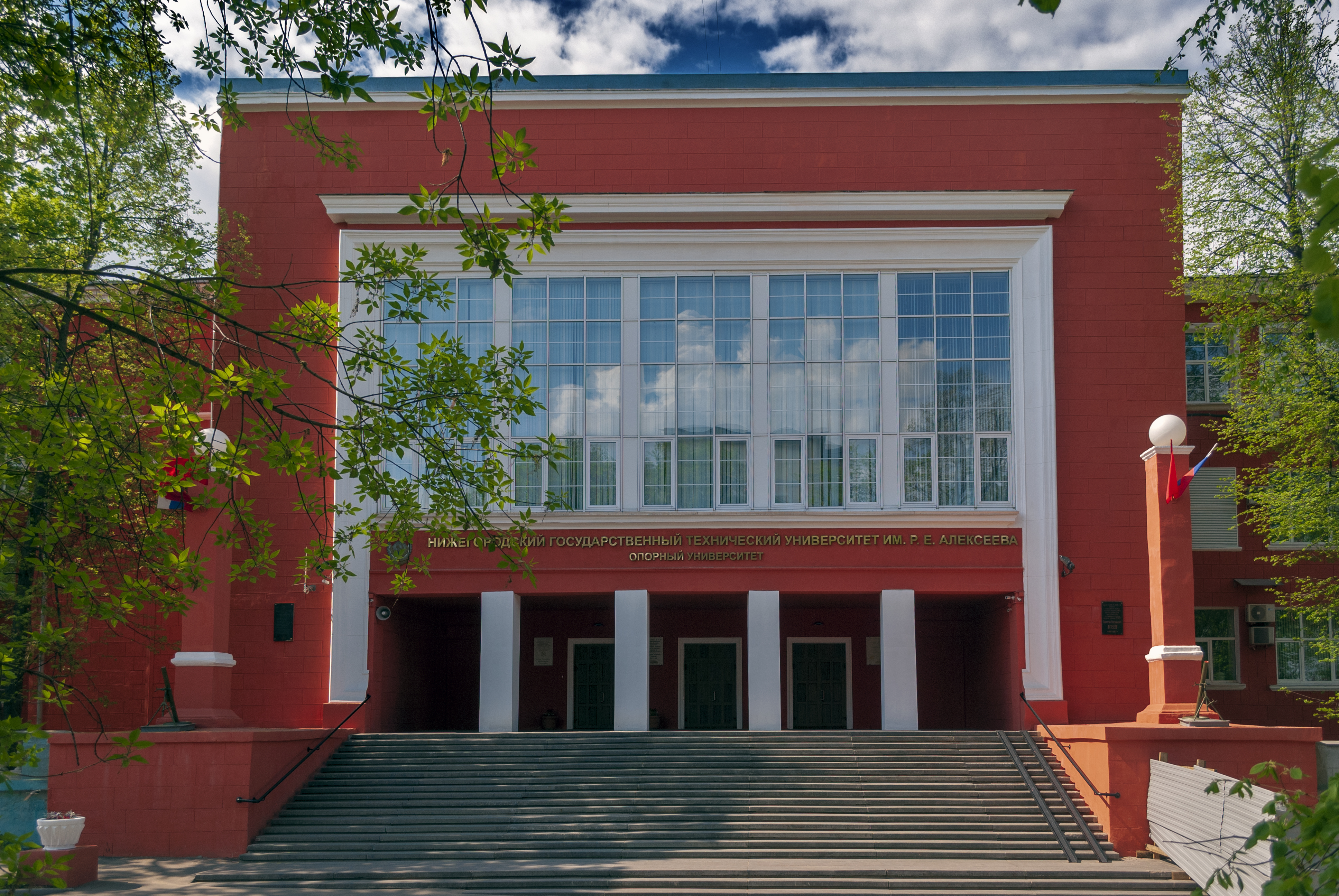
Первый корпус Нижегородского государственного технического университета им. Р. Е. Алексеева

В Нижнем Новгороде находятся следующие высшие учебные заведения: университеты, академии, консерватория, семинария, институты и филиалы. Всего насчитывается свыше 50 высших учебных заведений.

## Университеты
- Нижегородский государственный университет им. Н. И. Лобачевского (ННГУ) был открыт 17 (31) января 1916 года как один из трёх Народных университетов России, входящих в систему «вольных» университетов. В настоящее время включает в себя: 19 факультетов, 132 кафедры, 6 научно-исследовательских институтов. В университете обучается около 40 000 человек, около 1000 аспирантов и докторантов. ННГУ является третьей по численности работников организацией в Нижнем Новгороде, уступая пальму первенства Горьковскому автомобильному заводу и Горьковской железной дороге.[1]
- Нижегородский государственный технический университет им. Р. Е. Алексеева (НГТУ) — один из ведущих технических вузов Приволжского федерального округа. Основан в 1915 году в результате размещения эвакуированного Варшавского политехнического института Императора Николая II. В университете обучаются свыше 11 тысяч студентов и специалистов, в том числе иностранные студенты из Марокко, Танзании, Судана, Иордании, США, Индии, Китая. В апреле 2017 года стал одним из региональных опорных университетов.[2]
- Нижегородский государственный архитектурно-строительный университет (ННГАСУ) — один из ведущих архитектурно-строительных вузов России. Образован 23 июня 1930 года как Нижегородский инженерно-строительный институт (НИСИ) в результате выделения строительного факультета Нижегородского государственного университета в самостоятельное техническое учебное заведение.[3]
- Нижегородский государственный лингвистический университет им. Н. А. Добролюбова (НГЛУ) — один из двух лингвистических вузов России. Основан в 1937 как Горьковский педагогический институт иностранных языков, ведёт свою историю с 1917 года, когда в Нижегородском отделе народного образования были организованы губернские высшие курсы иностранных языков и литератур при ГубОНО.[4]
- Нижегородский государственный педагогический университет имени Козьмы Минина (НГПУ) — государственный педагогический университет, основан в 1911 году. Включает 6 факультетов, 31 кафедру, 13 научно-исследовательских лабораторий и центров, 1 научно-исследовательский институт прикладной психологии, региональный научно-образовательный центр.[5]
- Национальный исследовательский университет "Высшая школа экономики" (НИУ ВШЭ - Нижний Новгород) — первый региональный кампус НИУ ВШЭ, был открыт в 1996 году.[6]
- Приволжский исследовательский медицинский университет (ПИМУ, ранее НижГМА) — государственный медицинский университет (ранее академия). Образован в 1930 году в результате выделения медицинского факультета Нижегородского государственного университета в самостоятельное медицинское учебное заведение.[7]
- Волжский государственный университет водного транспорта (ВГУВТ, ранее ВГАВТ) — учреждение высшего образования системы Федерального агентства морского и речного транспорта, крупнейшее в Волго-Вятском регионе отраслевое образовательное учреждение. Является крупнейшим ВУЗом России, который выпускает инженеров водного транспорта.[8]
- Нижегородский государственный инженерно-экономический университет (Княгининский университет) [9]

## Академии
- Нижегородская государственная сельскохозяйственная академия (НГСХА) — крупнейшее высшее аграрное учебное заведение Приволжского федерального округа. Академия образована в 1930 году на базе выделенных из состава Нижегородского государственного университета факультетов агробиологического блока.[10]
- Нижегородская академия МВД России — российское высшее учебное заведение с 1972 года, готовит специалистов для органов внутренних дел. В структуру академии входят 3 филиала, 6 факультетов.[11]

## Консерватория
- Нижегородская государственная консерватория им. М. И. Глинки (НГК)— основана в 1944 году. Представляет собой один из центров музыкальной культуры России и крупнейший центр музыкальной культуры Приволжского федерального округа.[12]

## Семинария
- Нижегородская духовная семинария (НДС) — высшее учебное заведение Нижегородской епархии Русской православной церкви.[13]

## Институты
- Нижегородский институт ФСБ России — высшее военно-учебное заведение, основанное 10 августа 1935 года, осуществляющее подготовку и переподготовку офицерских кадров для Федеральной службы безопасности.[14]
- Нижегородский институт управления —  филиал Российской академии народного хозяйства и государственной службы при Президенте Российской Федерации (РАНХиГС), ранее Волго-Вятская академия государственной службы.[15]
- Институт пищевых технологий и дизайна[16]

## Филиалы
- Приволжский филиал Российского государственного университета правосудия (Ранее Российская академия правосудия) — высшее учебное заведение юридического и экономического профиля в Москве, занимающийся подготовкой специалистов для судебной системы. Учредителем является Верховный суд Российской Федерации. Имеет 11 филиалов по России.[17]
- Волго-Вятский филиал Московского технического университета связи и информатики (МТУСИ) [18]
- Нижегородский филиал Международного независимого эколого-политологического университета (МНЭПУ)
- Нижегородский филиал Московского университета имени С.Ю. Витте[19]
- Нижегородский филиал Самарского государственного университета путей сообщения[20]
- Нижегородский филиал Московского гуманитарно-экономического университета (НИ МГЭУ)[21]